# Porters Neck (Carolina del Norte)
Porters Neck es un lugar designado por el censo ubicado en el condado de New Hanover en el estado estadounidense de Carolina del Norte. La localidad en el año 2010, tenía una población de 6.204 habitantes.

## Geografía
Porters Neck se encuentra ubicado en las coordenadas 34°17′33.16″N 77°46′4.58″O / 34.2925444, -77.7679389.